# 于里·拉塔斯
于里·拉塔斯（1978年7月2日—），愛沙尼亞政治人物、現任愛沙尼亞中間黨领袖和國會議長。2016至2021年间担任愛沙尼亞總理。

## 介绍
2007年起，拉塔斯擔任愛沙尼亞國會第二副議長，也曾在2005年至2007年間出任塔林市長，期間發起了歐洲綠色資本計劃。
2014年，他表示布魯塞爾應該更關心非洲的未來。
2016年11月19日，中間黨、祖国与共和国联盟及社會民主黨三方達成籌組拉塔斯率領的聯合內閣之條件，到11月23日他宣誓就職愛沙尼亞總理。
2021年1月13日，拉塔斯在因腐败问题而接受调查后，决定辞去总理一职。卸任後獲選為國會議長。

## 荣誉

### 爱沙尼亚勋章奖章
- 二等国徽勋章（英语：Order of the National Coat of Arms）（2021年2月23日批准，2021年6月4日颁发[8]）

### 外国勋章奖章
- 意大利共和国功绩大十字骑士勋章（意大利语：Ordine al merito della Repubblica Italiana）（意大利，2019年1月14日公布[9]）
- 二等智者雅罗斯拉夫王公勋章（乌克兰，2022年10月21日公布[10]）

## 外部連結
- Tallinn.ee中拉塔斯的個人檔案
- 國會網站中拉塔斯的個人檔案（页面存档备份，存于）

| 政党职务                 | 政党职务                    | 政党职务                 |
| ------------------------ | --------------------------- | ------------------------ |
| 前任者： 埃德加·薩維薩爾 | 愛沙尼亞中間黨黨魁 2016年－ | 現任                     |
| 政府职务                 |                             |                          |
| 前任者： 塔维·罗伊瓦斯   | 愛沙尼亞總理 2016年－2021年 | 繼任者： 卡娅·卡拉斯     |
| 前任者： 托尼斯·帕茨     | 塔林市長 2005年－2007年     | 繼任者： 埃德加·薩維薩爾 |